# Andrea Gabrieli
Andrea Gabrieli, zvaný též Andrea di Cannaregio (1533, Benátky – 1586, Benátky) byl italský hudební skladatel a varhaník. Tvořil vícesborové chrámové skladby (zejm. Magnificat), madrigaly a varhanní díla. Byl žákem Adriana Willaerta a také jeho nástupcem v čele tzv. starší benátské školy. Byl nejprve zpěvákem v dóžecí kapele. Od roku 1564 až do konce života působil jako varhaník v chrámu sv. Marka v Benátkách. Byl rovněž významným učitelem, k jeho žákům patřili Lodovico Zacconi, Hans Leo Hassler či jeho slavný synovec Giovanni Gabrieli. Ottův slovník naučný o něm uváděl, že jeho skladby "mohutně působí umělou svou skladbou a bohatou zvukovou barvitostí".